# モリガン

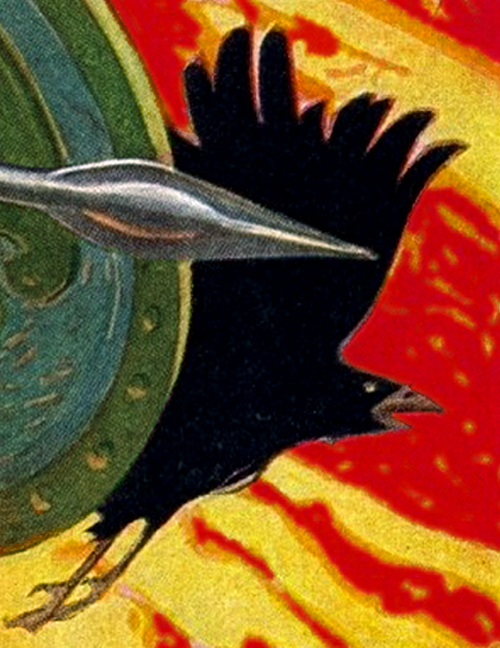
戦場に飛び出したカラスの姿のモリガン。

モリガン(Mórrígan)とは、北アイルランド（アルスター地方）の、破壊、殺戳、戦いの勝利をもたらす戦争の女神。モリグー(Morrígu)、またはモーリアン(Morríghan)とも。支配や権力を神の姿にした存在だと考えられており、予知と魔術で戦いの勝敗を支配するケルト神話の戦女神の一柱。
その名は元来は「夢魔の女王」を意味したと考えられるが、後世では「大女王」と解釈されるようになった。
主に美しい女性や恐ろしい老婆の姿をしている。戦闘時には2本の矛槍を両手に持ち、背が高く膝まである灰色の長髪を備え、鎧と灰色のマントを羽織り、真っ赤なドレスを着た美しい女傑の姿をして、2頭の真っ赤なウマに牽かれた戦車に乗って戦場に出現する。黒いカラスの姿で戦場に出現することも多い。彼女に目を付けられ、愛を受け入れたり交わったりした男は、その援助を得る事ができた。
『クアルンゲの牛捕り』(Táin Bó Cuailnge)に登場し、モリガンの愛の告白を一蹴したクー・フーリンの言い分は「今は戦いの時。愛の為の時間ではないのだ。」、更には彼を援助しようと提案した彼女に「女の力は無用。」と言い放った。初めクー・フーリンに振り向かれなかったことに対する憤怒のあまり、彼を妨げることに執着した。始めは鰻、次は灰色狼、そして骨無き赤の牝牛の姿で彼を襲う、と事前に警告したうえで後にそれらを実行したが足を切り落とされ、さらに目を潰されて返り討ちに遭う。だが後にモリガンは、自分の傷の手当てをして命の恩人となった彼の補佐をすることになる。彼の臨終時、その肩には烏がとまっていたという。
モリガンは妹のヴァハ、バズヴ（ネヴァン）と行動を共にするといわれ、三柱を総称してモリグナと呼ぶ。また、アーサー王物語のモーガン・ル・フェイ(Morgan le Fay)や豊穣の女神・アヌ等と同一視されることもある。
ダグザがコノートのウニウス河のほとりで偶然彼女と会った。ダグザは彼女と結婚してニューグレンジで交わり、戦場での助力を約束させた。ウニウス河には「2人の寝床」と名付けられた岩があるという。
モリガンにはメイヘ(Meiche)という名の息子が存在したが、ディアン・ケヒトによって殺害された。